# Wetenschapswinkel
Een wetenschapswinkel is een - meestal - aan een universiteit gelieerde organisatie, die zich richt op het bemiddelen van vragen die niet gesteld zijn vanuit een profijtbeginsel. Groepen die vragen stellen zijn bijvoorbeeld lokale natuurgroepen, milieufederaties, consumentengroeperingen en bewonersorganisaties. Door deze vragen onder te brengen in het wetenschappelijk onderwijs of onderzoek probeert de wetenschapswinkel vooral het minder draagkrachtig deel van de maatschappij toegang tot de universitaire wereld te verschaffen.
De ideologie achter de wetenschapswinkels - democratisering van kennis - komt voort uit de studentenbeweging en progressieve wetenschappers van bijvoorbeeld het VWO uit de jaren 60 en 70 van de 20e eeuw. In Nederland zijn in de laatste decennia van de 20e eeuw tientallen wetenschapswinkels opgericht. Een deel van deze winkels heeft een algemeen karakter, een deel is op een thema, faculteit of vak gericht, zoals de chemiewinkel en bouwkundewinkel.
Aan het begin van de 21e eeuw zijn vele Nederlandse wetenschapswinkels verdwenen, versoberd of ondergebracht in centra voor kennisoverdracht. In Tilburg heet dit centrum kennisklik, in Utrecht spreekt men over kennispunten. Bij deze centra kunnen ook kapitaalkrachtige bedrijven terecht.
Buiten Nederland worden vaak naar Nederlands voorbeeld nog steeds nieuwe wetenschapswinkels opgericht, binnen en buiten universiteiten.